# La République des Lettres
Cet article concerne la revue du XXe siècle. Pour le concept qui lui a donné son nom, voir République des Lettres. Pour la revue du XIXe siècle, voir La République des lettres (Catulle Mendès).
La République des Lettres est un journal de débat, de critique et d'information culturelle, littéraire et politique. Il a été fondé à Paris en 1994 par l'éditeur Noël Blandin. L'édition mensuelle sur papier, aujourd'hui abandonnée, était tirée à 20 000 exemplaires et diffusée en kiosques jusqu'en 1998. Une édition est publiée sur internet depuis 1996,.
Le titre reprend l'expression « République des Lettres », concept et réseau constitué dès le XIVe siècle dans toute l'Europe par les hommes de lettres, dont Érasme, Poggio Bracciolini et Francesco Barbaro à qui on doit le terme "Respublica litteraria", forgé en 1417 pour désigner le changement de modèle dominant dans le dialogue entre lettrés.
Plusieurs périodiques ont porté le titre de République des Lettres tout au long des XVIIe, XVIIIe, XIXe et XXe siècles. L'édition la plus célèbre est sans doute celle du philosophe protestant français Pierre Bayle (1647-1706) qui publie à partir de 1684 un périodique composé de comptes rendus de livres intitulé les Nouvelles de la république des lettres.
Le Journal actuel de la République des Lettres a pour caractéristique de publier des articles — entretiens, essais, opinions, ou critiques — signés par des écrivains, romanciers, traducteurs, poètes ou essayistes contemporains. On trouve ainsi par exemple des articles de Carlos Fuentes, Salman Rushdie, V. S. Naipaul, Antonio Tabucchi, Alain Touraine, Georges Nivat, Salah Stétié, Ben Okri, Adolfo Bioy Casares, Neil Bissoondath, Cornelius Castoriadis, Taslima Nasreen, Lawrence Ferlinghetti, Breyten Breytenbach, Mario Vargas Llosa, Nadine Gordimer, George Steiner, Abdourahman A. Waberi, Allen Ginsberg, Ernest Gellner, Paul Virilio, Samuel Huntington, Eduardo Lourenço, Erri de Luca, Enzo Traverso, Immanuel Wallerstein, etc.
Depuis sa naissance, le journal de La République des Lettres est accompagné d'une maison d'édition de livres spécialisée en Littérature et en Sciences de l'homme et de la société .
République des Lettres est une marque déposée par l'éditeur Noël Blandin depuis 1993. Elle est enregistrée auprès de l'INPI sous le numéro 4065633 .